# Piper limosum
Piper limosum är en pepparväxtart som beskrevs av Truman George Yuncker. Piper limosum ingår i släktet Piper och familjen pepparväxter. Inga underarter finns listade i Catalogue of Life.